# بازار اهر

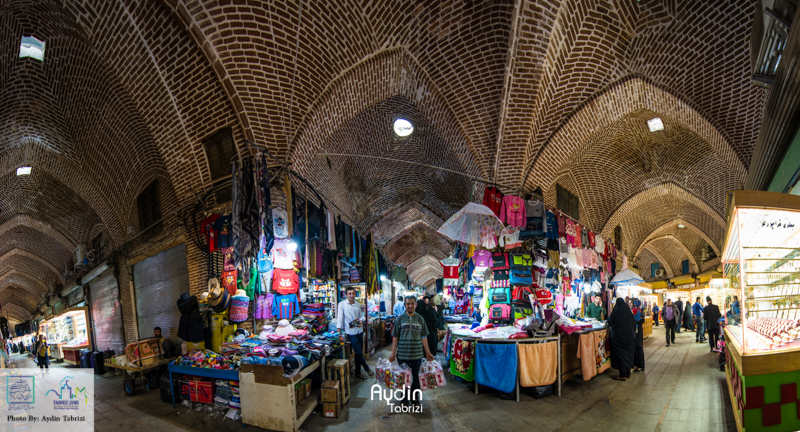
بازار اهر

بازار سرپوشیده اهر (اوست اورتولی بازاری)دارای چندین ورودی به نوشته سردر «نصیر بیگ» بوده که تقریباً دست نخورده باقی‌مانده‌است.
بازار مسگران (مسگرخانا)، بازار کلاه‌دوزان، راسته آهنگران، میدان دواب، میدان تره‌بار از دیگر بخش‌های بازار است.
این بازار در زمان حکمران ارسباران (رشیدالملک) مرمت و بازسازی شده و دارای راسته بازار، بازار نصیربیک، بازار جعفرقلی خان، بازار کفاشان می‌باشد.
این بنا دارای حمامی بوده که در زمانهای قدیم از بین رفته‌است و اکنون محوطه آن دیده می‌شود.
بازار اهر دارای تزئینات گچبری است و این تزئینات در کمتر بازاری دیده می‌شود.

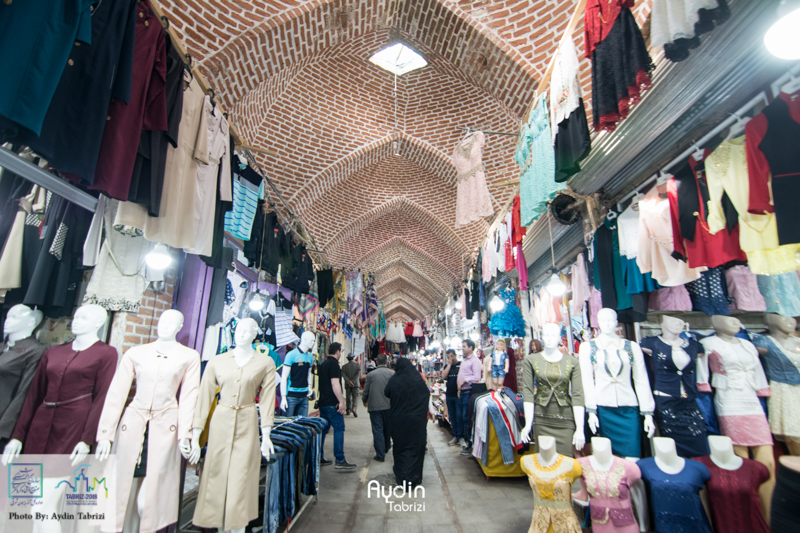

راسته بازار، بازار کفاشان (باشماخچی بازاری)و بازار نصیر بیگ قسمتی از بازارهای قدیمی اهر است که به شکل و شیوه قدیمی خود پا بر جاست.
بخش‌هایی از این بنا در زلزله ۲۱ مرداد ۱۳۹۱تخریب شده بود که در عرض ۳ ماه مرمت و بازسازی شد.